# Michelle (Sängerin)

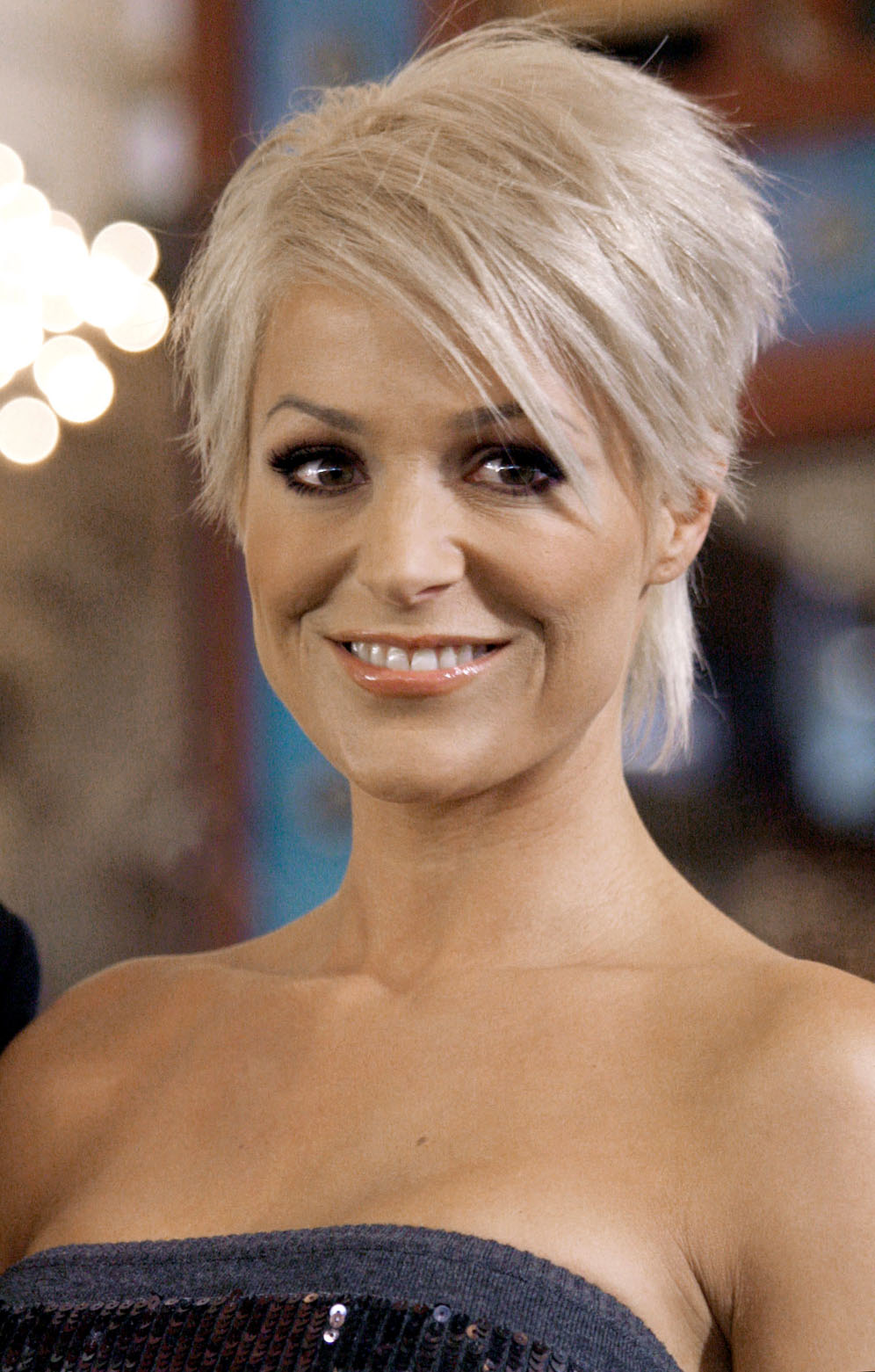
Michelle, 2009

Michelle (* 15. Februar 1972 in Villingen-Schwenningen, bürgerlich Tanja Gisela Hewer) ist eine deutsche Schlagersängerin. Der Durchbruch gelang ihr 1993 mit dem Titel Und heut’ Nacht will ich tanzen. 2001 nahm sie mit Wer Liebe lebt am Eurovision Song Contest teil.
In ihrer über 30 Jahre andauernden Karriere verkaufte sie 4,5 Millionen Tonträger. Ihre erfolgreichste Veröffentlichung ist die Single Idiot mit über 600.000 verkauften Einheiten, diese zählt in Deutschland zu den meistverkauften Schlagern des Landes. Darüber hinaus zählt ihre Single Nicht verdient, die sie zusammen mit Matthias Reim herausbrachte, zu den meistverkauften Schlagern der 2010er-Jahre.

## Leben und Karriere

### Herkunft und Anfänge
Michelle wuchs in Blumberg mit einem Bruder und einer Schwester vernachlässigt und misshandelt auf. Ihre Eltern waren Alkoholiker, der Vater gewalttätig. Die Mutter hatte vier Kinder aus früheren Beziehungen, die woanders wohnten, der Vater eine außereheliche Tochter. Oft flüchtete die Mutter mit den Kindern vorübergehend in ein Frauenhaus. Als Michelle neun war, kamen die Schwestern in eine Pflegefamilie, wo sie geschlagen wurden. Nach weiteren Stationen kam Michelle bei einer Familie unter, in der sie auf die Kinder aufpasste und stets bei den Proben der Band des Vaters dabei war. Als deren Sängerin ausfiel, durfte Michelle mit 14 Jahren singen und gehörte dann fest zur Band.
Über den Kontakt zu einem Toningenieur kam sie zum Südwestfunk, wo sie ihren ersten öffentlichen Auftritt hatte. Dort wurde sie von der Schlagersängerin Kristina Bach entdeckt. Der Komponist Jean Frankfurter schrieb und produzierte für Michelle 1993 die erste Single Und heut’ Nacht will ich tanzen. Die Single wurde ein Erfolg in den Schlagerparaden und brachte Michelle in die ZDF-Hitparade. Danach folgten weitere Schallplattenaufnahmen und Auftritte in Rundfunk und Fernsehen.

### 1994–2004: Durchbruch und Rückzug
1994 bewarb sich Michelle mit Silbermond und Sternenfeuer bei den Deutschen Schlager-Festspielen und erreichte den zweiten Platz („Silberne Muse“). Bei der Vorentscheidung zum Eurovision Song Contest 1997 kam sie mit dem Titel Im Auge des Orkans auf den dritten Platz. Wenige Tage später stand sie bei den Deutschen Schlager-Festspielen 1997 wieder auf der Bühne und gewann mit ihrem Titel Wie Flammen im Wind die „Goldene Muse“. Im November 1999 brachte Michelle ihr Weihnachtsalbum Denk’ ich an Weihnacht’ heraus, in der sie bekannte deutschsprachige Weihnachtslieder wie Stille Nacht, heilige Nacht, Leise rieselt der Schnee und Süßer die Glocken nie klingen neu interpretierte.
Im März 2001 gewann Michelle die deutsche Vorentscheidung zum Eurovision Song Contest mit Wer Liebe lebt und vertrat Deutschland im Mai 2001 in Kopenhagen, wo sie den achten Platz belegte. Im April 2003 erlitt sie unmittelbar vor einem Konzertauftritt einen leichten Schlaganfall, von dem sie sich aber vollkommen erholte. Sie litt einige Zeit unter schweren Depressionen und unternahm nach eigenen Angaben einen Suizidversuch. Am 25. Mai 2004 wurde Michelle von ihrem Kindermädchen ohnmächtig in der Wohnung aufgefunden. Die damals 32-Jährige wurde – so ihr Manager Jürgen Evers – sofort in eine Kölner Klinik gebracht, wo sie zur Sicherheit ins Koma versetzt wurde. Grund für den Zusammenbruch sei eine völlige Dehydrierung gewesen. Deswegen zog sie sich vorübergehend aus dem Schlagergeschäft zurück und eröffnete einen inzwischen wieder geschlossenen Hundefrisör-Salon.

### 2005–2015: Comeback und erneuter Rückzug

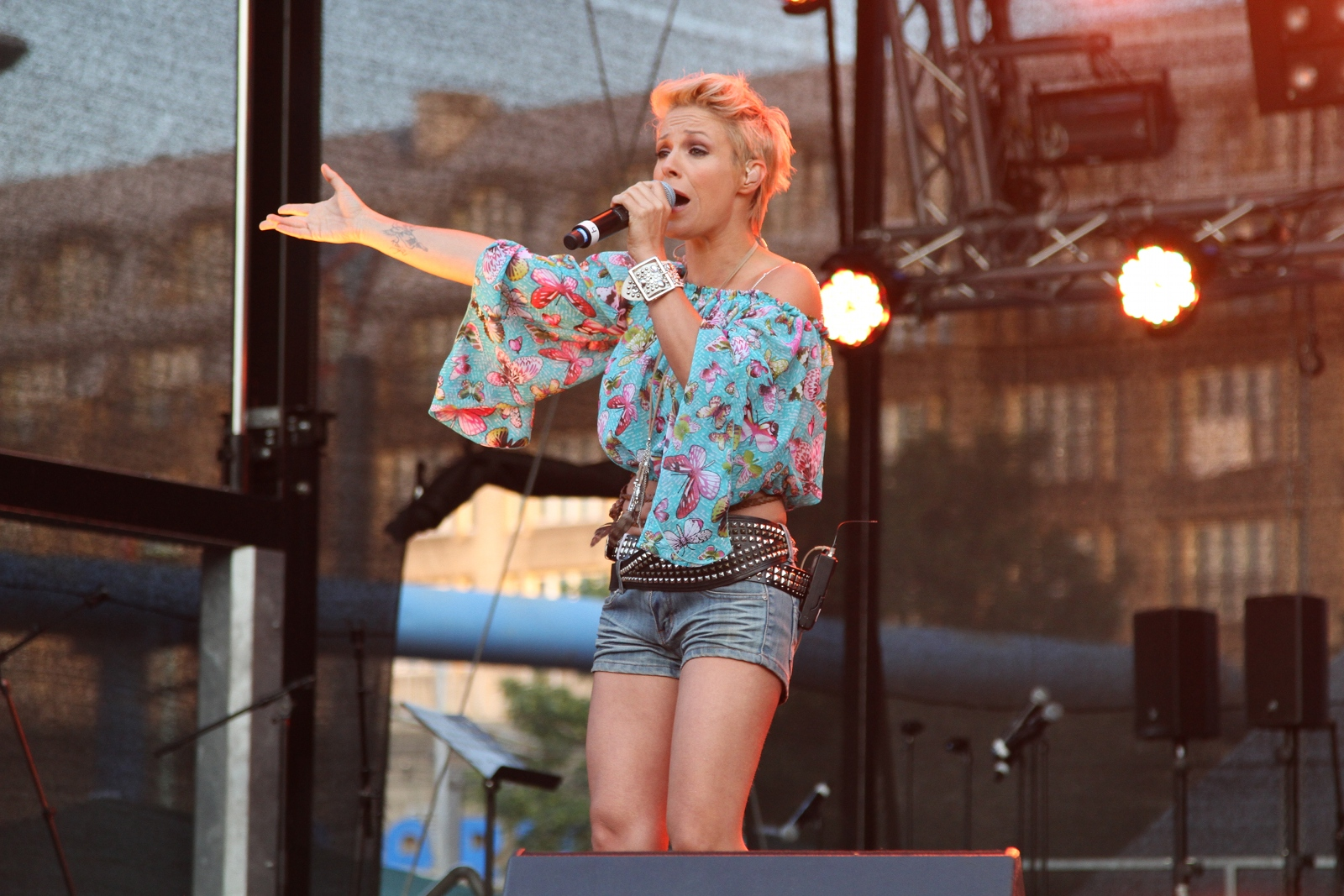
Michelle, 2011

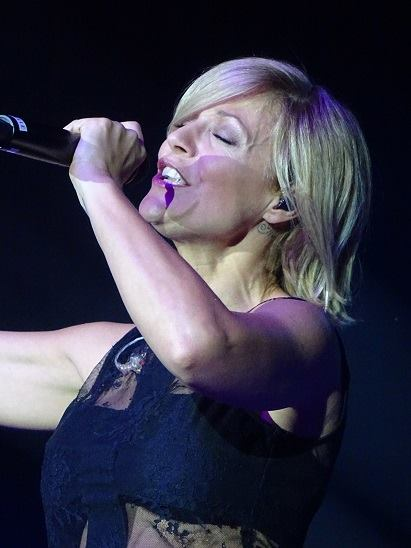
Michelle, 2016

Im Frühjahr 2005 erschien das Album Leben, das binnen weniger Wochen vergoldet wurde. 2006 veröffentlichte sie als Tanja Thomas Coverversionen von Disco-Hits der 1970er Jahre. Ihr Album Glas konnte sich sechs Wochen in den deutschen Charts halten und erreichte den zwölften Platz. Im April zierte sie das Cover des deutschen Playboy, im Oktober trat sie mit dem Eiskunstläufer Jan Luggenhölscher bei der deutschen Version von Dancing on Ice auf. Von den Lesern der Männerzeitschrift Maxim wurde sie zur Woman of the Year 2006 gewählt und stand für die Februar-Ausgabe 2007 für erotische Fotos vor der Kamera.
Im Januar 2007 erlitt sie während eines Konzertes in Erfurt einen Schwächeanfall. Die Tour wurde daraufhin abgesagt. Im März desselben Jahres verkündete sie auf einer Pressekonferenz, dass das „Projekt Michelle“ beendet sei. Im August 2008 meldete sie Privatinsolvenz an.
Nach dem Rückzug ins Private veröffentlichte Michelle 2009 ein neues Studioalbum und trat einen Tag später in der ARD-Show Das Herbstfest der Volksmusik auf. Ende 2010 folgte das Album Der beste Moment. Im Sommer 2011 sowie im Frühjahr 2012 war sie Mitglied der dreiköpfigen Jury der RTL-2-Show My Name Is. Im März 2012 folgte das Album L’amour.
2014 veröffentlichte sie das Album Die Ultimative Best of, ein Mix aus alten und neuen Songs. Mit dem Album belegte sie Platz sieben der deutschen, Platz 44 der Schweizer und Platz zwei der österreichischen Charts. Es wurde in Österreich mit Platin für über 15.000 Einheiten ausgezeichnet. Sie ging von Februar bis April 2015 in Deutschland und Österreich auf Solotournee. Im Oktober 2015 erschienen das Live-Album und die DVD zur Tournee. Das Album erreichte Platz 18 der deutschen Charts, Platz neun in Österreich und Platz 54 in der Schweiz.

### 2016–2021:Deutschland sucht den Superstar,Ich würd’ es wieder tun,TabuundAnders ist gut
2016 und 2017 saß sie in der Jury der 13. und 14. Staffel von Deutschland sucht den Superstar. Im April 2016 veröffentlichte sie das Studioalbum Ich würd’ es wieder tun. Im Mai 2018 folgte das Album Tabu, das auf Platz vier in die deutschen Charts einstieg. Im Juni 2018 erschien mit Nicht verdient die zweite Singleauskopplung aus dem Album. Es handelt sich dabei um ein erneutes Duett mit Matthias Reim. Die Single erreichte die deutschen und Schweizer Singlecharts. In der Schweiz war es Michelles erster Single-Charterfolg.
Im Oktober 2020 wurde die Single Vorbei vorbei und ihr Studioalbum Anders ist gut veröffentlicht. Im Musikvideo spielte der Tänzer Christian Polanc mit. Seit Februar 2021 ist Markus Krampe ihr Manager, der zuvor für Michael Wendler tätig war.

### Seit 2022:Let’s Dance,30 Jahre Michelle – Das war’s … noch nichtund Bühnenabschied

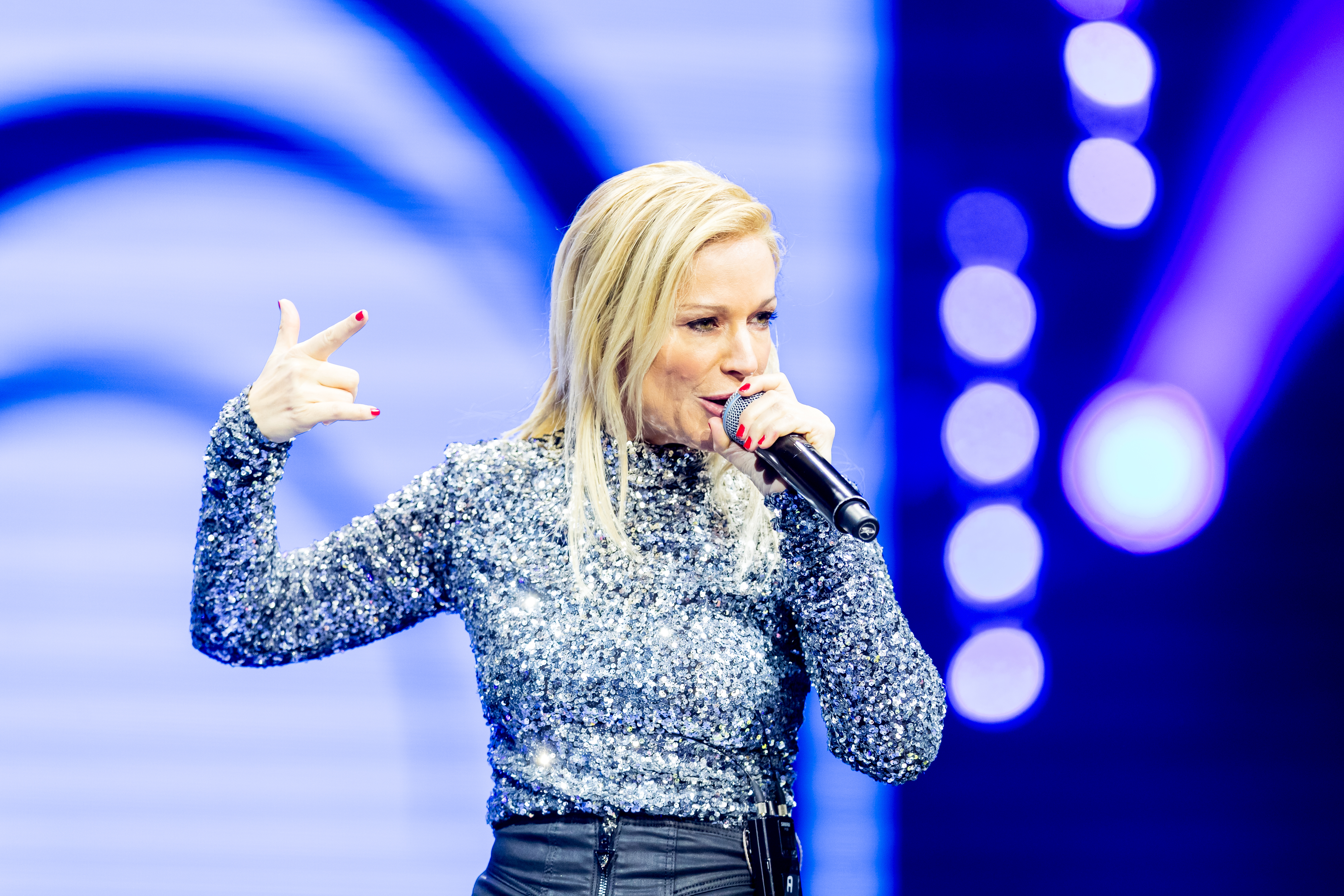
Michelle, 2024

Im März 2022 zeigte Michelle sich erneut nackt im Playboy. Im Frühjahr 2022 tanzte sie mit Polanc in der 15. Staffel der RTL-Tanzshow Let’s Dance und belegte den 10. Platz.
Im Mai 2022 erschien das Jubiläumsalbum 30 Jahre Michelle – Das war’s … noch nicht, das in den deutschen und österreichischen Charts Platz sechs und in der Schweiz Platz 12 belegte. In den deutschen Download-Album-Charts erreichte es Platz vier. In deutschen Schlager-Album-Charts kletterte das Album in der zweiten Woche auf Platz eins.
Im Oktober 2023 veröffentlichte sie den Song Das war’s für mich und gab in Florian Silbereisens Show Schlagerbooom bekannt, ihre über 30 Jahre währende Karriere als Sängerin im kommenden Jahr mit einem autobiografischen Album und einer Abschiedstournee zu beenden.
Ihr 17. und letztes Studioalbum Flutlicht erschien im Juli 2024 und erreichte in den deutschen und österreichischen Charts mit Platz zwei ihre höchste Chartposition ihrer gesamten Karriere; in der Schweizer Hitparade kam das Album auf Platz 10.

## Privates
Michelle hat drei Töchter:
- Céline Oberloher (* 1997), Schauspielerin, aus ihrer Ehe (1995–1999) mit dem ehemaligen Wind-Sänger Albert Oberloher
- Marie Reim (* 2000), Schlagersängerin, aus ihrer Beziehung (1999–2001) mit Matthias Reim
- Die dritte Tochter Mia-Carolin (* 2008) stammt aus ihrer Ehe (2007–2010) mit Josef Shitawey[21][22]

Im Jahre 2010 trennte sich Michelle von Shitawey und nahm nach der Scheidung wieder ihren Geburtsnamen an. Seit Juni 2024 ist sie mit dem Musiker Eric Philippi verlobt.

## Diskografie
Studioalben

| Jahr | Titel                                      | Höchstplatzierung, Gesamtwochen, AuszeichnungChartplatzierungen (Jahr, Titel, Platzierungen, Wochen, Auszeichnungen, Anmerkungen) | Höchstplatzierung, Gesamtwochen, AuszeichnungChartplatzierungen (Jahr, Titel, Platzierungen, Wochen, Auszeichnungen, Anmerkungen) | Höchstplatzierung, Gesamtwochen, AuszeichnungChartplatzierungen (Jahr, Titel, Platzierungen, Wochen, Auszeichnungen, Anmerkungen) | Anmerkungen                                                 |
| Jahr | Titel                                      | DE | AT | CH | Anmerkungen                                                 |
| ---- | ------------------------------------------ | --- | --- | --- | ----------------------------------------------------------- |
| 1993 | Erste Sehnsucht                            | DE97 (2 Wo.)DE | — | — | Erstveröffentlichung: 14. September 1993                    |
| 1995 | Traumtänzerball                            | — | — | — | Erstveröffentlichung: 13. März 1995                         |
| 1997 | Wie Flammen im Wind                        | DE77 (5 Wo.)DE | — | — | Erstveröffentlichung: 4. März 1997                          |
| 1998 | Nenn es Liebe oder Wahnsinn                | DE24 (10 Wo.)DE | AT12 Gold · (24 Wo.)AT | — | Erstveröffentlichung: 7. September 1998 Verkäufe: + 25.000  |
| 2000 | So was wie Liebe                           | DE8 Gold · (18 Wo.)DE | AT5 (25 Wo.)AT | CH60 (3 Wo.)CH | Erstveröffentlichung: 1. September 2000 Verkäufe: + 150.000 |
| 2002 | Rouge                                      | DE5 Gold · (17 Wo.)DE | AT2 Gold · (24 Wo.)AT | — | Erstveröffentlichung: 30. August 2002 Verkäufe: + 170.000   |
| 2005 | Leben!                                     | DE3 Gold · (14 Wo.)DE | AT4 Gold · (18 Wo.)AT | CH49 (4 Wo.)CH | Erstveröffentlichung: 4. Februar 2005 Verkäufe: + 115.000   |
| 2006 | My Passion                                 | DE21 (3 Wo.)DE | AT26 (3 Wo.)AT | — | Erstveröffentlichung: 17. März 2006                         |
| 2006 | Glas                                       | DE12 (6 Wo.)DE | AT9 ×2Doppelgold · (9 Wo.)AT | CH53 (4 Wo.)CH | Erstveröffentlichung: 14. September 2006 Verkäufe: + 30.000 |
| 2009 | Goodbye Michelle                           | DE6 (7 Wo.)DE | AT6 Gold · (8 Wo.)AT | CH53 (3 Wo.)CH | Erstveröffentlichung: 16. Oktober 2009 Verkäufe: + 10.000   |
| 2010 | Der beste Moment                           | DE27 (2 Wo.)DE | AT17 (7 Wo.)AT | — | Erstveröffentlichung: 19. November 2010                     |
| 2012 | L’amour                                    | DE11 (5 Wo.)DE | AT6 (11 Wo.)AT | CH37 (2 Wo.)CH | Erstveröffentlichung: 9. März 2012 Verkäufe: + 25.000       |
| 2016 | Ich würd’ es wieder tun                    | DE6 (21 Wo.)DE | AT5 (22 Wo.)AT | CH15 (4 Wo.)CH | Erstveröffentlichung: 15. April 2016                        |
| 2018 | Tabu                                       | DE4 Gold · (25 Wo.)DE | AT3 (31 Wo.)AT | CH6 (8 Wo.)CH | Erstveröffentlichung: 25. Mai 2018 Verkäufe: + 100.000      |
| 2020 | Anders ist gut                             | DE6 (6 Wo.)DE | AT4 (3 Wo.)AT | CH19 (3 Wo.)CH | Erstveröffentlichung: 23. Oktober 2020                      |
| 2022 | 30 Jahre Michelle - Das war’s… noch nicht! | DE6 (18 Wo.)DE | AT6 (11 Wo.)AT | CH12 (5 Wo.)CH | Erstveröffentlichung: 13. Mai 2022                          |
| 2024 | Flutlicht                                  | DE2 (4 Wo.)DE | AT2 (3 Wo.)AT | CH10 (2 Wo.)CH | Erstveröffentlichung: 5. Juli 2024                          |

## Auszeichnungen
- Echo Pop
  - 1999: Kategorie „Schlager Künstlerin des Jahres“
  - 2002: Kategorie „Schlager Act des Jahres“

- Amadeus Austrian Music Award
  - 2001: Kategorie „Solokünstlerin – Schlager“
  - 2003: Kategorie „Schlager Album des Jahres“ (Rouge)

- Goldene Stimmgabel
  - 1999: in der Kategorie „Erfolgreichste deutsche Schlagersängerin“
  - 2001: in der Kategorie „Erfolgreichste deutsche Schlagersängerin“

- Deutsche Schlager-Festspiele
  - 1994: Silberne Muse für Silbermond und Sternenfeuer
  - 1997: Goldene Muse für Wie Flammen im Wind

- Sonstiges
  - 2006: „Maxim – Woman of the Year“
  - 2012: Smago! Award als „Erfolgreichste Sängerin des Jahres“
  - 2014: DJ Hitparade Award als „Dauerbrennerin“ (50 Wochen kontinuierlich in den Top 50, Große Liebe)
  - 2018: Smago! Award für „25-jähriges Tonträger Jubiläum“
  - 2019: DJ Hitparade Award als Dauerbrennerin (50 Wochen kontinuierlich in den Top 50, Tabu)
  - 2022: Apollo „Star des Jahres 2021“[27]
  - 2024: Schlager Radio, Preis fürs Lebenswerk[28]